# Chosun Ilbo
Le Chosun Ilbo (litt. « Le Quotidien de Corée ») est l’un des trois principaux quotidiens sud-coréens, de sensibilité conservatrice, fondé en 1920 par son premier président Jo Jin-Tae, au lendemain du soulèvement du 1er mars 1919 contre l'occupation japonaise de la Corée.
Son tirage s’élève à 2 380 000 exemplaires, ce qui en fait à ce titre le journal le plus lu en Corée du Sud et l’un des plus influents.

L’équipe du quotidien publie également un hebdomadaire, Chugan Chosun.
Le Chosun Ilbo a célébré le 84e anniversaire de sa création le 5 mars 2004.
Des articles traduits du Chosun Ilbo figurent régulièrement dans le Courrier international.

## Histoire

### Création sous l’occupation japonaise: 1919-1929
C’est en septembre 1919, un peu plus de six mois après le soulèvement du 1er mars en faveur de la déclaration d’indépendance de la Corée qu’est fondée l’Association Union de l’Établissement du Chosun Ilbo, prémices de la fondation du journal Chosun Ilbo le 5 mars 1920 par Jo Jin-Tae, le premier président de l’histoire du quotidien.
Le journal regroupe alors des articles fortement critiques et parfois même ouvertement opposés à la politique du gouvernement pro-japonais. Seulement un mois après son lancement, le 28 avril, le Chosun Ilbo s'attire déjà les foudres de l’occupant japonais en dénonçant dans les pages de sa quatrième édition le mariage forcé de Kim Young-chin avec une princesse japonaise.
Mais c’est en août de la même année que le journal commence à subir concrètement la censure japonaise, peu après que Yu Mun-hwan a été nommé au poste de président le 15 août. Le journal entame en effet une longue série de suspensions après la publication de l’éditorial intitulé Nature le 27 août dans lequel sont dénoncées la cruelle répression policière et la violence excessive des troupes japonaises sur les citoyens coréens. Il s’agissait alors de la première suspension dans l’histoire de la presse coréenne.
Une seconde affaire éclate seulement trois jours après la levée de l’interdiction de publication avec la parution d’un article intitulé « Pourquoi le gouvernement général a-t-il suspendu notre journal ? » le 5 septembre. Le journal est alors suspendu pour une durée indéterminée.
Le 9 avril 1921 Nam Gung-Hun est le troisième président à être nommé à la tête du Chosun Ilbo. C’est sous son exercice que le journal atteint le seuil symbolique de la publication de sa millième édition le 6 juin 1923. Le journal se dote également d’un comité de rédaction le 28 du même mois, ce qui constitue un pas de plus vers la professionnalisation du quotidien. Le 22 juillet 1924, le journal peut célébrer la parution d’une première édition régionale de quatre pages, à Kyungbok.
L’importance du journal prend une nouvelle dimension avec son rachat par l’activiste indépendantiste Sin Seok-woo le 13 septembre 1924 qui nomme Lee Sang-jae président et le même jour, des bandes dessinées sont insérées dans les pages du Chosun Ilbo pour la première fois. Le journal inaugure son édition du matin en fin d'année le 23 décembre 1924, une première dans l’histoire de la presse coréenne. Le premier correspondant international du Chosun Ilbo est envoyé en mission à Moscou le 21 février 1925.
Toutefois, l’expansion du journal est enrayée par une seconde suspension pour une durée indéterminée (la troisième au total). Le Chosun Ilbo est en effet condamné par le gouvernement japonais le 8 septembre 1925 pour avoir dénoncé le régime colonial nippon dans l’éditorial Les relations politiques entre la Corée et la Russie.
Le premier magazine mensuel coréen est publié par l’agence de presse Chosun Mensuel le 2 février 1927. En outre, la Société Shinganhoe est fondée à l’initiative du Chosun Ilbo une dizaine de jours plus tard, le 15 février. La création de ce groupe indépendantiste et anti-japonais permet au journal de jouer un rôle clé dans la contestation du gouvernement japonais. Shin Seok-woo, le propriétaire du Chosun Ilbo est nommé président le 25 mars.
En janvier 1928, le rédacteur en chef Ahn Jae-hong et son éditeur Baek Gwan-soo sont arrêtés. Les deux hommes se voient alors reprocher par le régime colonial japonais la parution d'un éditorial dans lequel les mauvais traitements infligés au prisonniers coréens étaient décriés. Les troubles continuent lorsque le 9 mai 1928 la rédaction se voit pour la quatrième fois interdire toute publication pour une période de 133 jours et le rédacteur en chef Ahn Jae-hong est une nouvelle fois arrêté. À l’origine de cette suspension se trouve la critique acerbe formulée dans l’éditorial Byeok Sang-kwan au sujet de l’incident de Jinan et de l’envoi de troupes par le Japon à Shandong, en Chine.

### La survie difficile du Chosun Ilbo: 1930-1945
Au début des années 1930 le journal est confronté à de nombreuses difficultés internes. Ainsi, en l’espace de deux ans, trois présidents sont nommés successivement à la tête du journal : Ahn Jae-hong le 25 juillet 1931, Yu Jin-tae le 22 février 1932 puis Jo Man-sik le 15 juin 1932. Un an plus tard, Bang Eung-mo acquiert le droit de gestion sur le Chosun Ilbo, le 22 mars 1933 avant d’obtenir à son tour le poste de président le 19 juillet.
Le journal reprend ensuite ses activités de protestation contre l’occupant japonais. Un autre journal, Jogwang, est fondé par la rédaction du Chosun Ilbo le 17 octobre 1935. Le journal défie également la politique coloniale japonaise en distribuant à travers le pays 100 000 tracts protestant contre l’abolition de l’enseignement du coréen à l’école et l’instauration de l’enseignement obligatoire du japonais le 21 décembre 1935. Toujours dans le domaine de l’éducation, le Chosun Ilbo est encore une fois accusé de nuire à la politique menée par le gouvernement japonais à la suite de la publication en mars 1936 d’un éditorial intitulé La tragédie de l’éducation coréenne traitant de l’inégalité et de la discrimination entre étudiants japonais et coréens. La jeunesse constitue un public de choix pour la rédaction qui décide de créer Le Chosun Ilbo des enfants, un tabloïd de quatre pages destiné aux enfants et publié dès le 10 janvier 1937. Dans la même optique, un magazine mensuel destiné aux adolescents, Chosun jeunesse est lancé le 1er avril de la même année et constitue une première pour la presse sud-coréenne.
Le Chosun Ilbo est finalement saisi et définitivement mis hors la loi par le gouvernement japonais à la suite de la publication de sa 6 923e édition le 10 août 1940. Ainsi, en vingt ans cinq mois et cinq jours d’existence, le journal a subi pas moins de quatre suspensions et plus de cinq cents confiscations de ses publications.

### La renaissance du journal: 1945-1963
La rédaction du Chosun Ilbo peut reprendre son activité après l’indépendance de la Corée et la capitulation japonaise le 15 août 1945. Le journal paraît pour la première fois après-guerre le 23 novembre.
Toutefois, le déclenchement de la Guerre de Corée conduit à une coupure de plusieurs mois sans publication, du 29 juin au 22 octobre 1950. Dans le même temps, le président Bang Eung-mo est enlevé en Corée du Nord le 6 juillet.
La fin de la décennie est marquée par la nomination d’un nouveau président, Jang Gi-yeong en 1952 et la tenue pour la première fois en Corée du Sud d’un examen de recrutement ouvert à tous les candidats potentiels au poste de journaliste le 9 juin 1954.

### L’opposition à la dictature de Park Chung-hee: 1963-1979
Le Chosun Ilbo a dénoncé avec vigueur le régime dictatorial instauré par le général Park Chung-hee à partir de 1963. Ainsi, en réponse à la décision du gouvernement militaire d’appliquer une censure accrue sur les éditoriaux, la rédaction décide de ne faire publier aucun éditorial pendant une période de douze jours en mai 1963. Le journal n’hésite pas à s’impliquer activement dans la vie politique du pays et s’immisce même dans les relations entre le Nord et le Sud en lançant le 26 juin 1964 une pétition en faveur de la libération de prisonniers sud-coréens détenus par Pyongyang sous le titre : un million de signatures pour faire rentrer chez eux ceux qui ont été enlevés par le Nord.
Parallèlement, une grande défiance s'instaure entre un gouvernement autoritaire et plusieurs journaux, dont le Chosun Ilbo, qui s'opposent à une régulation impérative de la presse. Le 31 août 1964, les journalistes du comité de rédaction du Chosun Ilbo décident d’adopter des résolutions écrites pour lutter contre la pression exercée par le gouvernement ainsi que la régulation des publications. Dans le même temps, Bang Il-yeong est nommé président le 16 novembre avant que son frère Bang Woo-yeong ne le remplace à ce poste six ans plus tard, le 2 février 1970. Entre-temps, le journal poursuit sa diversification en publiant la première édition du Chugan Ilbo, un journal hebdomadaire, le 20 octobre 1968.
Puis, à la suite d'une intervention directe de l’État dans les affaires du journal, les rédacteurs du Chosun Ilbo prennent d’un commun accord la résolution d’adopter une Déclaration de la Liberté de la Presse le 17 avril 1971.
Finalement, la rédaction du Chosun Ilbo sort en quelque sorte victorieuse de son duel avec le gouvernement de Park Chung-hee puisque le tirage du journal atteint le seuil symbolique du million d’exemplaires le 27 février 1979, tout juste quelques mois avant l’assassinat du général le 26 octobre 1979.

### L'expansion des années 1980 et 1990
Une fois le régime dictatorial renversé, le Chosun Ilbo ne fait plus face à aucun obstacle et peut suivre une politique d'expansion qui en fera plusieurs années plus tard l'un des tout premiers journaux du sud de la péninsule.
Ainsi, dès le 15 mars 1980, Le Chosun mensuel est fondé. Deux mois plus tard, le magazine mensuel La Montagne est également racheté par Bang Woo-yeong à l’Institut Culturel de la Montagne.
L’année 1984 apporte également son lot de nouveauté au sein du Chosun Ilbo. Une édition américaine du journal est créée le 1er février, destinée aux lecteurs de la nombreuse diaspora coréenne aux États-Unis. Dans la foulée, Le Chosun Pêche et Le Chosun de la Maison viennent enrichir les publications de la rédaction les 16 avril et 15 décembre.
Une nouvelle étape est encore franchie avec la mise en place du Centre Chosun Ilbo pour l'Information le 1er juin 1988. Enfin, d’autres publications sont lancées par le journal à la fin de la décennie des années 1980 : Le Chosun Ilbo Collège et le Chosun Ilbo des Nouveautés de l’Electronique, respectivement les 1er septembre et 11 octobre 1988.
La première édition du Chosun Ilbo en format réduit paraît le 15 mars 1989, peu avant le lancement du Chosun Sport un an plus tard le 21 mars 1990. Toujours dans cette optique de toucher un public plus large, le magazine féminin Feel est lancé en août 1993.
La rédaction du journal mène également une campagne médiatique pour la protection de l’environnement, intitulée Gaspillons moins, à partir de juin 1992.
Le Chosun Ilbo s’ouvre ensuite à la révolution des Nouvelles Technologies de l’Information et de la Communication en mettant en place la Société Numérique Chosun Ilbo le 2 octobre 1995.
Enfin, le système traditionnel d’écriture vertical est abandonné le 2 mars 1999 au profit d’un système horizontal similaire aux impressions réalisées en Occident.

## Le Chosun Ilbo en chiffres

### Aspect technique
- Papier journal :
  - 660 rouleaux de papier 1,576 mètre de largeur pour 15,700 mètres de longueur, soit 660 tonnes de papier utilisées chaque jour.

- Une feuille de journal :
  - poids : 46 grammes.
  - épaisseur : 0,064 millimètre.
  - dimensions : 39,4 centimètres de largeur pour 54,6 centimètres de longueur.

- Un exemplaire du journal :
  - 56 pages
  - poids : 283 grammes.
  - 210 articles en moyenne.
  - 200 000 mots en moyenne.

### Le journal lui-même
- Archives du Chosun Ilbo :
  - 2 400 000 articles archivés.
  - 1 300 000 photographies et images archivées.
  - 150 000 personnes figurent dans les archives du journal.

- Le personnel du Chosun Ilbo :
  - Employés :
    - 1 090 personnes travaillent directement pour le Chosun Ilbo.

  - Services :
    - 1 694 services et succursales en Corée du Sud.
    - 17 succursales à l'étranger.
      - Succursales : Tokyo (Japon), Washington (États-Unis), Jakarta (Indonésie, Hong Kong (Chine), Guam (États-Unis), Singapour, Auckland (Nouvelle-Zélande), Taipei (Taïwan), Vancouver (Canada), Manille (Philippines), Bangkok (Thaïlande), Londres (Royaume-Uni), Francfort (Allemagne), Australie, Qingdao (Chine).
      - Correspondants : Washington (États-Unis), New York (États-Unis), Paris (France), Tokyo (Japon), Moscou (Russie), Pékin (Chine), Hong Kong (Chine).

## Sources
- Présentation des médias sud-coréens sur le site BiblioMonde
- (en) Historique sur le site du journal
- (en) Histoire du Chosun Ilbo